# Rövidszőrű német vizsla
A rövidszőrű német vizsla jelenleg az egész világon az egyik legismertebb vadászkutya. Különösen az Egyesült Államokban népszerű. A német vizsláknak az évek folyamán négy változata alakult ki: a rövidszőrű, a drótszőrű, a hosszúszőrű és a szálkásszőrű német vizsla.

## Története
A fajta kifejlesztése az 1860-tól 1880-ig terjedő időszakban kezdődött. A nehézkes, durva és lassú ónémet vizslából nemesítették ki. Az itt-ott előforduló, porosz vizslának is nevezett, feketés vagy tiszta fekete visszaütés a fajta kitenyésztéséhez sorozatosan felhasznált pointer elődökre. A németek egy mindenes vadászkutyát akartak kialakítani. A rövidszőrű német vizsla eredetéről igen sok elképzelés alakult ki. Egyesek az olasz vizslát tartják ősének, mások a ma már kiveszett belga vadászkutyát. Legvalószínűbb azonban, hogy a régi spanyol vizsla az őse, mint annyi más vadászkutyának. A 16-18. század német vadászkutyája nagyon eltért a mai típustól. Nyugodt, nehézkes, tipikusan „hidegvérű” állat volt. Ez a típus azonban a múlt század megváltozott viszonyai között már nem vált be. A legnagyobb előrehaladást azonban a jelek szerint az jelentette, mikor spanyol vizslákat kereszteztek Szent Hubertusz kutyákkal. Ennek a keresztezéseknek az volt a fő célja, hogy a 
kialakítandó kutya jó csapázó legyen. Az egyik legnagyobb tenyésztő a Hannover-házból való Solms Bauenfels Albrecht herceg volt. 1870 táján ő tette azt a kijelentést, hogy a formának követnie kell a funkciót. A tenyésztők egyre inkább a könnyebb, mozgékonyabb egyedeket kedvelték, ezért a fajta gyorsaságának növelésére, a jobb szimat eléréséhez, valamint az elegánsabb külső kialakítására, pointer vérét is felhasználták. Így a század végére kialakult az ónémet vizslából a könnyebb, de szívósabb, rövidszőrű német vizsla, mely egyesíti magában a mezei és erdei munkára egyaránt alkalmas mindenes vizsla követelményeit. Temperamentuma és vadászstílusa a legmesszebbmenőkig megfelel a német vadászfelfogásnak, könnyen idomítható és a vasfegyelemre alapozott német idomítási módszert is jól bírja.

## Külleme és jelleme
- Általános megjelenés, jelleme

Összbenyomásában a német rövidszőrű vizsla erőteljes, intelligens vadászkutya, élénk, de nem ideges vérmérséklettel. Közepes nagyságú, elegáns, térölelő mozgású, végtagjai izmosak, jól kötöttek. A kanok marmagassága 62–66 cm erős szikár, a szukák valamivel alacsonyabbak 58–63 cm. A testsúly 22–30 kg.Farkát kurtítják.
- Fej

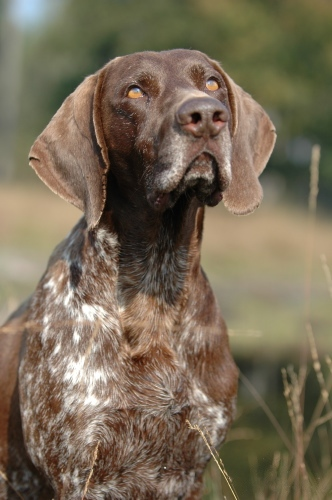
Német vizsla

Arányos a testtel, száraz, inkább könnyű, mint nehéz. A koponyatető aránylag széles és boltozott, az arcorri hajlat nem túl kifejezett. Az orrtükör sötétbarna, minél nagyobb annál jobb. A világos vagy hússzínű orrtükör nemkívánatos, csak az egész világos színű példányoknál elfogadott. A fej jellegzetessége a nemesen ívelt kosorr. Ez kanoknál kifejezettebb, mint a szukáknál. Az egyenes orrhát nem hiba, de nem jellemző a fajtára. Az ajkak nem túl nagyok, jól zárnak. A logó, nyáladzó ajkak hibának számítanak. A szemek középnagyok, nem dülledtek, de nem is mélyen ülők, a lehető legsötétebb barnák. A sárga, ún. „ragadozómadár-szemek” nemkívánatosak. A fülek magasan és széles alapokon tűzöttek, apró rövid szőrrel borítottak anélkül, hogy ráncokat vetnének, a fejhez simulnak. A fülek vége enyhén lekerekített, a csúcsa a szájzug körülig lóg.
- Nyak és törzs

A megfelelően hosszú nyak nagyon izmos, száraz, enyhén ívelt. A lapockák között a nyak széles a rátapadó izomzat miatt. A nyakbőr nem képez lebernyeget. A törzs meglehetősen rövid, erőteljesen izmolt, a mellkas nagy széles, a bordák dongásak. Az ágyék rövid és erősen izmolt. A far meglehetősen hosszú és széles. A farok magasan tűzött, munka közben a hátvonallal egy szinten hordott, egyharmad részére kurtítják. A végtagok erőteljes csontozatára masszív izomzat tapad. A lapockák hosszúak és dőltek, térölelő mozgást biztosítanak. A mellső végtagokon kívánatos a hosszú felkar. A mancsok kerekdedek, ívelt erőteljes, jól zárt ujjakkal. 
- Szín és szőrzet

A rövidszőrű német vizsla rövid tömött szőre a csokoládébarnától a világosderesig terjedő színű. A hátsó lábak belső felületén a szőrzet lehet világosabb. Elfogadott az egyszínű sötétbarna is, valamint a fekete-fehéren foltozott egyedek. A fekete foltozottság ritkább, a pointerrel való keveredésre utal. A szőrzet minősége nem finom. A szőrök rövidek, durva tapintásúak. A farok és a lábak hátsó élén nem képez zászlót.  
- Hibák

A durva vagy túl finom felépítés, a nehéz, nagy, burkolt fej, a lógó, laza szemhéjak, hibás harapás, rövid nyak, laza hát, nem elég szilárd függesztő övek, magasan hordott farok, nem egyenes végtagok, laza mancsok, rossz szögelések, ideges vagy limfatikus testalkat, lövésfélés.

## Alkalmazása
A rövidszőrű német vizsla sokoldalú, univerzális vadászkutya.
A klasszikus angol vizslázásnál az angol vizslák feladata a vad felkeresése és megmutatása a vadász számára. 
A keresés szagnyomok alapján történik, általában légszimattal. Mikor a kutya a vad szagát megtalálja, óvatosan, valósággal macska módjára igyekszik hozzá közeledni, mintegy „ráhúz” a vadra. Biztonságos távolságban viszont – anélkül, hogy felzavarná – megáll és a kutya kimerevedik. Ezt a jellegzetes jelzést, mikor a kutya felemelt mellső lábbal kimerevedik és az orra a vad irányába mutat, miközben egész teste megfeszül, hívja a vadásznyelv vadmegállásnak, vagyis „a kutya állja a vadat”. Ezáltal a vadász időt nyer, felkészül a lövésre és nyugodtabban tud a vadhoz közeledni, mivel az a kutyára figyel. Ekkor parancsra, vagy a vadász közeledtére a kutya felkelti a vadat és hasal, majd következik a lövés. Szerencsés esetben a lövés talált, de az angol vizslák feladata ezzel véget is ért, ugyanis a vad megtalálása és elhozása már a retrieverek feladata. Az angol vadászmódszerek szerint két kutyára van szükség az apróvad vadászatához, a németek azonban praktikusan közelítették meg a kérdést: „Egy lövéshez két kutya…?!”. Miért ne lehetne olyan kutyafajtát kitenyészteni, mely nemcsak több feladatot képes egyszerre ellátni, ezáltal több vadászati módszerhez használható, de szükséghelyzetben meg tud felelni olyan kihívásoknak is, melyek nem tartoznak szorosan a munkakörébe? Így született meg a német vizsla, amely a fentebb leírt dolgokon kívül elvégzi a retrieverek feladatát is, vagyis megkeresi és terítékre hozza az elejtet vadat, úgy szárazon, mint vízből is, majd azt szájában tartva, míg gazdája el nem veszi, ülve átadja.
Sokoldalú vadászkutya lévén azonban véreb-feladatokat is ellát, vagyis sebzett nagyvad utánkeresése, megtalálása és a kimúlt vad jelzése („dermedtre csaholás”), vagy a még nem kimúlt vad megállítása („állóra csaholás”).
Feladatkörei ezzel sem merülnek ki, mert intelligens, tanulékony kutyák lévén mindenre megtaníthatók, amit csak a vadászat megkíván. Talán egyetlen kivétel a kotorékozás, aminek nagy testű kutyafajta lévén fizikai okai vannak.
A vadászaton kívül gyakran találkozunk velük más kutyás sportokban is, úgymint az agility, obedience, dog dancing, valamint a flyball és frizbi. Igazán viszont csak vadászoknak való, akiknél kiélheti vadászösztöneit.

## Rokon fajták
- drótszőrű német vizsla
- hosszúszőrű német vizsla
- szálkásszőrű német vizsla
- weimari vizsla

## Külső hivatkozások
- Német vizsla fajtaleírás: a változatos bundájú, tehetséges vadász
- A rövidszőrű német vizsla FCI standard-je(angol)
- A rövidszőrű német vizsla a Startlapon
- Rövid szőrű német vizsla fajtaismertető a Kutya-Tár-ban
- Webkutya
- A magyar német vizsla klub
- A rövidszőrű német vizsla klub Németország(német)
- Német vizsla.lap.hu - linkgyűjtemény